# Les Chats Sauvages
Les Chats Sauvages (Vildkatterna) var en fransk rockgrupp som fick en stor hit 1962 med låten "Twist À Saint-Tropez". De bildades 1960 i Nice och bestod av:
- Dick Rivers (född 1945) (eg. Hervé Fornéri)
- John Fawler (född 1942) (eg. Gérard Robolli)
- James Rob (född 1945) (eg. Jean-Claude Robolli)
- Jack Regard (född 1943) (eg. Gérard Jacquemus)
- Willy Lewis (eg. William Taieb)